# Andy Kaufman
Andy Kaufman (eredeti nevén Andrew Geoffrey Kaufman) (New York, 1949. január 17. – Los Angeles, Kalifornia, 1984. május 16.) amerikai komikus, előadóművész és színész, akit provokatív fellépései tettek ismertté. Sokan humoristaként emlegetik, bár saját bevallása szerint nem volt az. Fellépéseinek gyakori eleme volt a közönség átverése. Azt akarta, hogy az emberek ne igazodjanak ki rajta, mindig a megszokottól eltérő elemeket rakott műsoraiba, sokszor olvasott fel például regényrészleteket, vagy evett meg egy kehely fagylaltot előadás közben. Szerette, ha az emberek elgondolkoznak azon, amit láttak tőle.

## Élete
Kaufman 1949. január 17-én New Yorkban született Stanley Kaufman és Janice Bernstein első gyermekeként, egy középosztálybeli zsidó családba. Kilencéves korában kezdett fellépni. A ma már megszűnt Grahm Junior College-ben diplomázott, 1971-ben; ezután kezdett  stand-up comedy klubokban fellépni.

## Karrierje és fontosabb karakterei

### Külföldi Emberés aMighty Mouse
Andy először a Külföldi Ember (angolul Foreign Man) nevű karakterével ért el nagyobb figyelmet, aki szerepe szerint egy kitalált Kaszpi-tengeri szigetországból származik. A karakter főbb jellemzői a borzalmas akcentus, amivel beszél, együgyűsége, s mégis szerethetősége, naivitása és magas, vékony hangja, s folytonos idegessége, lámpaláza.
Híres fellépési motívuma a különböző közéleti szereplők imitálása, amit direkt borzalmasan csinált. Egy-egy imitáció annyiból állt, hogy magas hangú akcentusával elmondta, kit fog parodizálni, majd ugyan azon a hangon, ugyan azokkal a gesztusokkal bemutatkozott az imitált személy nevén. Példa erre Archie Bunker vagy Richard Nixon utánzása, akik előszeretettel szerepeltek repertoárjában.  Általában a második imitálás utánra hagyta a fellépés fénypontját: ekkorra a nézők meg voltak róla győződve, hogy semmi tehetsége nincs az imitálásban, amikor akcentusával és lámpalázával elmondta: Most Elvis Presley-t szeretném önöknek utánozni. A háttérben megszólalt Elvis ikonikus bevonulózenéje, Kaufman háttal állt a nézőknek, levette az addigi ruháját, ami alatt egy Elvis-kosztüm lapult, gitárt ragadott, majd megfordult, s Elvis híres grimaszaival, beszédstílusával, viccelődésével és hanghordozásával bemutatkozott, majd elkezdett énekelni egy Elvis számot. Mai napig ezt tartják az egyik legjobb Elvis-imitációnak, sőt, maga a rock and roll királya is úgy fogalmazott, hogy Andy Kaufman volt a kedvence. Csakúgy mint Presley, a ruháját a közönségnek dobta, viszont azután ezt visszakérte. A sikeres Elvis-imitáció után a szokások Külföldi Emberként elköszönt a nézőktől. (T'ank you veddy much)
Kaufman a karakterrel előszeretettel lépett fel klubokban, úgy szerepelve, mintha tényleg ő lenne a Külföldi Ember.
A másik korai karaktere a Mighty Mouse-betétdalát éneklő figura volt. Ezzel a karakterrel meghívták az első Saturday Night Live epizódjába vendégnek, 1975 október 11-én. A performansz annyiból állt, hogy egy Külföldi Emberhez hasonló, lámpalázas, ideges, tágra nyílt szemű figura kiállt a színpadra, mellette egy lemezlejátszó, amin elindította a Mighty Mouse című rajzfilmsorozat betétdalát. Ott állt végig, idegesen mozgolódva a lejátszó mellett, s amikor a dalban megszólalt a "Here I come to save the day" sor, nagy lelkesedéssel eltátogta ezt az egy taktust, majd ugyanúgy állt tovább idegesen. Ezt megismételte, valahányszor elhangzott a mondat a dalban, s egyszer direkt eltévesztette, mikor kell belépni, ekkor még idegesebben lesütötte a tekintetét.

### Latka Gravas
A Külföldi Ember karaktere a Taxi című sorozat készítőinek is megtetszett, s megvásárolták a figurát Kaufman játékában az ABC által sugárzott sorozathoz.
Kaufman egyetlen kikötése, hogy hagyják benne előadni Tony Clifton-figuráját, nem valósult meg.
Andy jó barátságban volt a stábbal, de nem szerette a sitcomokat, s rosszul esett neki, hogy ezzel a karakterrel azonosítják, de George Shapiro, aki a menedzsere volt, rábeszélte, mivel így nagy népszerűségnek fog örvendeni, és többen fognak beülni a saját maga által rendezett előadásaira. Shapironak igaza lett, a Taxi hatalmas népszerűségnek örvendett, az emberek megismerhették Andy Kaufmant.

## Halála
Andy Kaufman a tüdőrák egy ritka válfajában betegedett meg. 1983-ban erős, szűnni nem akaró köhögés lépett fel nála, ami közvetlen hozzátartozóit nyugtalansággal töltötte el, ezért orvoshoz fordult. A New York-i orvosok nyugtatgatták, hogy nincs baja, ám Los Angelesbe visszatérve a Cedars-Sinai Kórházban egy hosszabb vizsgálatnak vetették alá, amely kimutatta a betegséget. A diagnózis szerint a betegség már előrehaladott stádiumban volt a komikus szervezetében.
Kaufman életmódváltással próbálkozott, természetes gyógymódokat keresett, egy műsorban elmondta, hogy átállt a zöldség- és gyümölcsalapú táplálkozásra. Sugárkezeléseken is átesett, bár ezek csak tünetcsökkentő terápiák voltak, Kaufman állapota rohamosan romlott. 1984. márciusában állt utoljára kamerák elé megritkult hajjal és erősen lesoványodva. Ezt követően élettársával, Lynne Margulies-vel elrepültek a Fülöp-szigetekre, ahol utolsó szalmaszálként egy sarlatán ún. pszichológiai sebészeti módszerével próbálkozott. Erről az eljárásról ma már köztudomású, hogy csalás.
Kaufman Los Angelesben, a Cedars-Sinai Kórházban halt meg. Örök nyugalomra a város Beth David nevet viselő zsidó temetőjében helyezték. 2013-ban felröppent a hír, hogy valójában még mindig él, csupán eltűnt a nyilvánosság elől. A hatóságok ellenben dokumentumokkal igazolták, hogy a hír hoax.[forrás?]

## Értékelése
A Taxi című tévésorozatban játszott szerepe tette híressé, ezzel sikerült két Golden Globe jelölést szereznie.
Kaufman nem nevezte magát humoristának; célja az volt, hogy fellépéseit úgy alakítsa, hogy azok semmiképpen se feleljenek meg a nézők elvárásainak. Így például azzal untatta vendégeit, hogy tréfák helyett regényrészleteket olvasott fel nekik.

## Életrajzi film
Rövid életét és pályafutását az Ember a Holdon (Man on the Moon) című 1999-ben készült amerikai film mutatja be, amelyben Jim Carrey alakítja őt. Az alkotást Miloš Forman rendezte, a producer többek között Danny DeVito volt, aki maga is feltűnik a filmben. DeVito és Kaufman jóbarátok voltak, DeVito elmondta, hogy Kaufman beszélt kollégáinak a betegségéről és arról, hogy nemsokára meghal, ám ők ezt csak viccnek vették.
Külön érdekesség a filmmel kapcsolatban, hogy Jim Carrey tizenhárom évvel később ugyan, de pontosan ugyanazon a napon született, mint Kaufman. Danny DeVito pedig annak idején még együtt szerepelt az azóta elhunyt humoristával a Taxi című televíziós sorozatban.
Andy Kaufmannal foglalkozik az amerikai R.E.M. együttes Man on the Moon című száma is, amely az 1992-ben megjelent Automatic for the People című albumon található.